# Ременезуб Леярда
Ременезуб Леярда (Mesoplodon layardii) — кит з роду Ременезуб, родини Дзьоборилових. Довжина тіла досягає 5—6 метрів. Має ременевидні зуби-бивні, які, стирчать з нижньої щелепи назад і охоплюють дзьоб з боків і дещо нахилені вершинами один до одного. Розповсюджений у водах Південної Африки, Нової Зеландії, Чатемських і Фолклендських островів, Південної Австралії.